# FS Frecciarossa 1000
Die Frecciarossa 1000 (ital. für Roter Pfeil), Herstellerbezeichnung ETR 1000, bahntechnisch unter der Bezeichnung ETR 400 geführt und ehemals als V300 Zefiro bezeichnet, sind italienische Hochgeschwindigkeitszüge des Herstellers Hitachi Rail.

## Hersteller
Die Zefiro-Züge wurden ursprünglich durch ein Konsortium bestehend aus AnsaldoBreda und Bombardier Transportation entwickelt und hergestellt. Im Jahr 2015 übernahm Hitachi AnsaldoBreda und gliederte es als Hitachi Rail Italia in das Unternehmen ein, wodurch Hitachi und Bombardier Konsortialpartner wurden. Nachdem Bombardier seine Bahnsparte 2021 an Alstom verkaufte, musste der TGV-Hersteller Alstom als Auflage der Übernahme den Bombardier-Anteil am V300 Zefiro an einen Mitbewerber abgeben. 
Am 2. Dezember 2021 wurde bekannt, dass Hitachi Rail die Plattform vollständig übernimmt; nach nötigen Freigaben erfolgte der Vollzug des Kaufs im Juli 2022.

## Geschichte

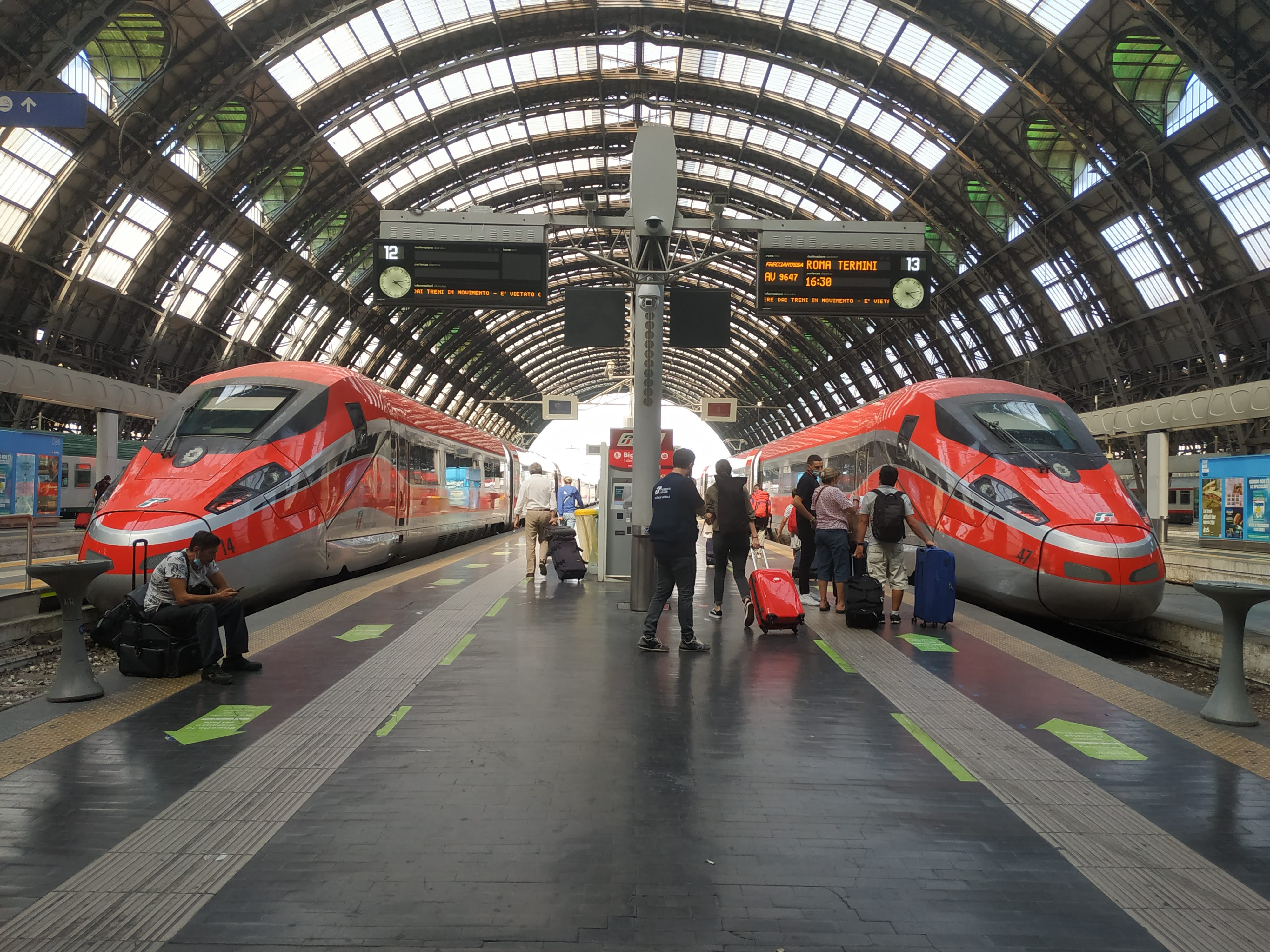
ETR 1000 im Bahnhof Milano Centrale

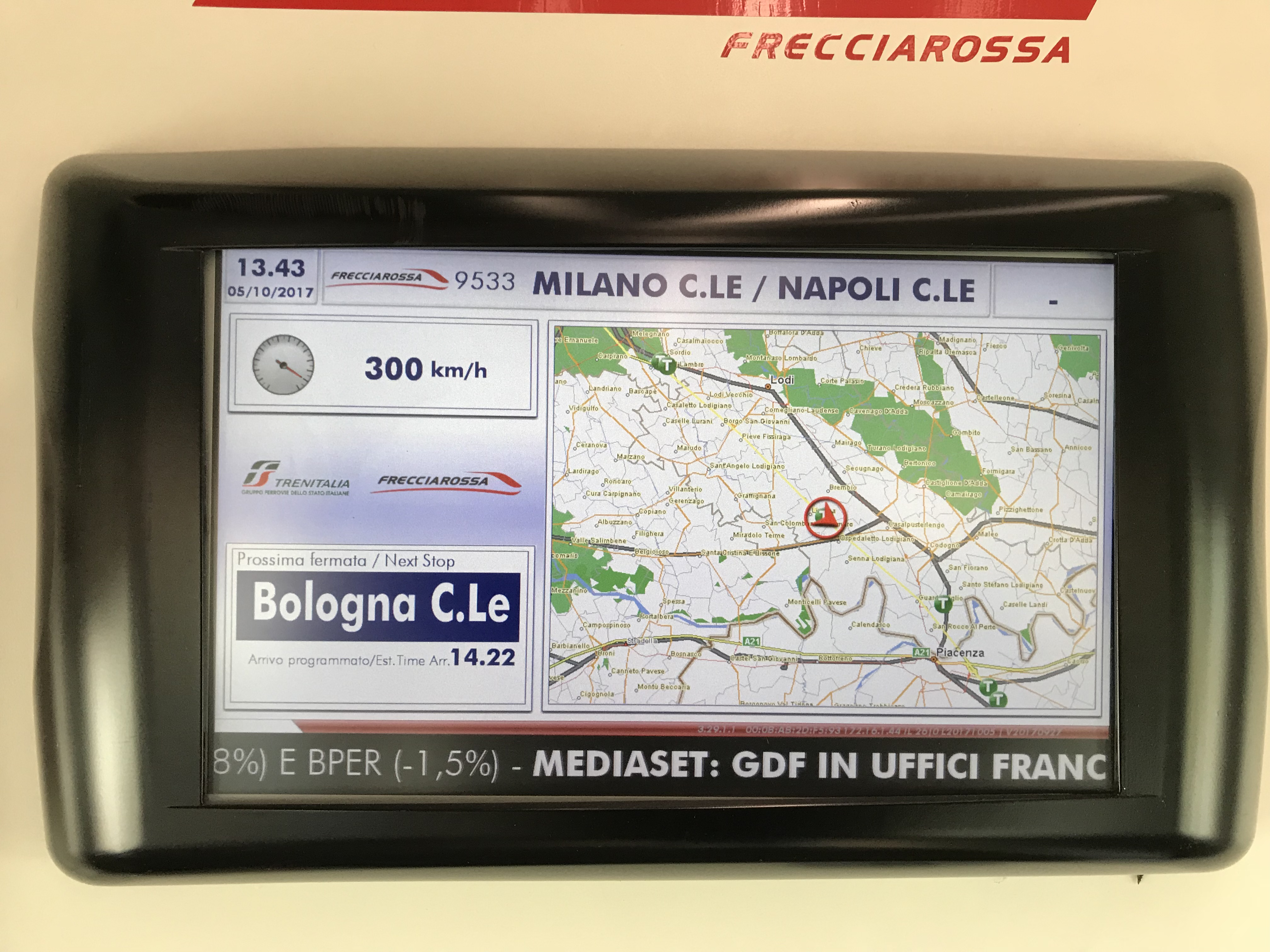
Geschwindigkeitsanzeige zwischen Mailand und Bologna

Auf die Ausschreibung von Ferrovie dello Stato Italiane zur Lieferung von 50 Hochgeschwindigkeitszügen bot eine Arbeitsgemeinschaft bestehend aus Bombardier zusammen mit AnsaldoBreda unter dem Namen V300 Zefiro einen zweihundert Meter langen Zug mit acht Wagen an. Der Entwurf wurde von   AnsaldoBredas V250 und Bombardiers Zefiro abgeleitet. In der Folge bezeichneten die Hersteller und die Ferrovie dello Stato Italiane (FS) den Zug als ETR 1000.
Trenitalia vergab den Auftrag an Bombardier und Ansaldo im August 2010. Das Angebot der beiden Firmen war mit 30,8 Millionen Euro pro Zug günstiger als das Angebot von Alstom mit 35 Millionen Euro. Der Auftrag hatte ein Gesamtvolumen von 1,5 Milliarden Euro, wovon 652 Millionen auf den Lieferanteil von Bombardier entfielen.
50 Züge wurden mit der ersten Bestellung abgerufen. 
Im August 2012 stellte Trenitalia ein 1:1-Modell der Kopfform des als Frecciarossa 1000 bezeichneten Zuges in Rimini vor, das danach auch auf der Innotrans in Berlin gezeigt wurde. Die ETR 1000 wurden später als ETR 400 bezeichnet, da für die Registrierung von Rollmaterial keine vierstellige Ziffernkombination möglich ist.
Im März 2013 wurde der erste der fünf Vorserienzüge im Ansaldobreda-Werk Pistoia der Öffentlichkeit vorgestellt. Dieser Zug wurde nach dem italienischen Leichtathleten Pietro Mennea getauft, der in Italien als „Freccia del Sud“ (deutsch Pfeil des Südens) bekannt war und wenige Tage zuvor verstorben war.  Nach der Präsentation wurde der erste Zug nach Florenz überführt, wo er mit Messinstrumenten ausgerüstet wurde, bevor die umfangreichen Testfahrten auf dem Eisenbahnversuchsring Velim begannen. Die anderen Vorserienzüge führten Versuchsfahrten auf dem italienischen Streckennetz aus, mit welchen die Zulassung bis 300 km/h im April 2015 erreicht wurde. Zur Expo 2015 wurden ab dem 14. Juni 2015 die ersten sechs dem Betrieb übergeben.
Die technischen Prüfungen für den kommerziellen Betrieb mit 350 km/h, der die Reisezeit zwischen Mailand und Rom von 3 Stunden auf 2 Stunden 20 Minuten verkürzen sollte, wurden im Dezember 2016 abgeschlossen.
Bei den Versuchsfahrten waren in der Nacht vom 30. November auf den 1. Dezember 2015 390,7 km/h erreicht worden, und in der Nacht auf den 26. Februar 2016 393,8 km/h.
Für die Tests wurde der dritte Zug der Serie verwendet; er sollte anschließend als Messzug dem italienischen Infrastrukturbetreiber RFI zur Verfügung gestellt werden.
Die Pläne des RFI zum Ausbau der Infrastruktur für einen Betrieb mit 350 km/h wurden allerdings im Mai 2018 vom Verkehrsministerium und der Eisenbahn-Sicherheitsbehörde ANSF gestoppt, weil die ökonomischen und technischen Nachteile höher als die Vorteile eingeschätzt wurden.
Im Juni 2019 wurde die Bestellung weiterer 14 Züge für Trenitalia bekannt gegeben. Diese wurden mit Blick auf die Liberalisierung des Hochgeschwindigkeitsverkehrs in Europa beschafft.
Die Zulassung der Baureihe für Frankreich erfolgte im Juni 2021.
Die Tochtergesellschaft Trenitalia France bietet seit Dezember 2021 mit diesen Zügen eine Verbindung Paris–Lyon–Turin–Mailand und seit 2022 auch Verbindungen im Binnenverkehr zwischen Paris und Lyon an. Während die ersten acht Züge bis März 2022 ausgeliefert wurden, folgt die Lieferung der sechs übrigen Fahrzeuge nach den Zügen für Spanien seit Juni 2024. Diese Züge sind modifiziert, wobei von Alstom zugelieferte Teile durch Hitachi-Eigenentwicklungen ersetzt wurden.
Die private spanische Bahngesellschaft Intermodalidad de Levante SA (ILSA), an der Trenitalia, die Fluggesellschaft Air Nostrum und der spanische Infrastrukturfonds Globalvia beteiligt sind, erhielt im November 2019 die Konzession für Hochgeschwindigkeitsverkehre zwischen Madrid und Barcelona sowie von Madrid nach Valencia und Sevilla. Dafür wurden im August 2020 23 Triebzüge bestellt. Die Züge bestehen ebenfalls aus acht Wagen und sind in die spanische Baureihe 109 eingereiht. Der Betrieb unter der Marke iryo wurde im November 2022 aufgenommen.
Im November 2023 wurde von Trenitalia eine Bestellung über 30 weitere Züge im Wert von 861 Millionen Euro bekanntgegeben, zuzüglich einer Option auf 10 zusätzliche Züge. Sie sind für den internationalen Verkehr vorgesehen und sollen neben der italienischen auch Zulassungen für Frankreich, Deutschland, Spanien, Österreich, Belgien, die Niederlande und die Schweiz erhalten. Die Auslieferung ist ab 2026 vorgesehen, wobei zwischen 8 und 10 Züge pro Jahr ausgeliefert werden sollen.
Beginnend ab Dezember 2026 sollen technisch ausgerüstete Frecciarossa-Züge ETR 1000 täglich Rom bzw. Mailand mit München und ab Dezember 2028 ergänzend Neapel mit Rom, München und Berlin verbinden.

## Technik

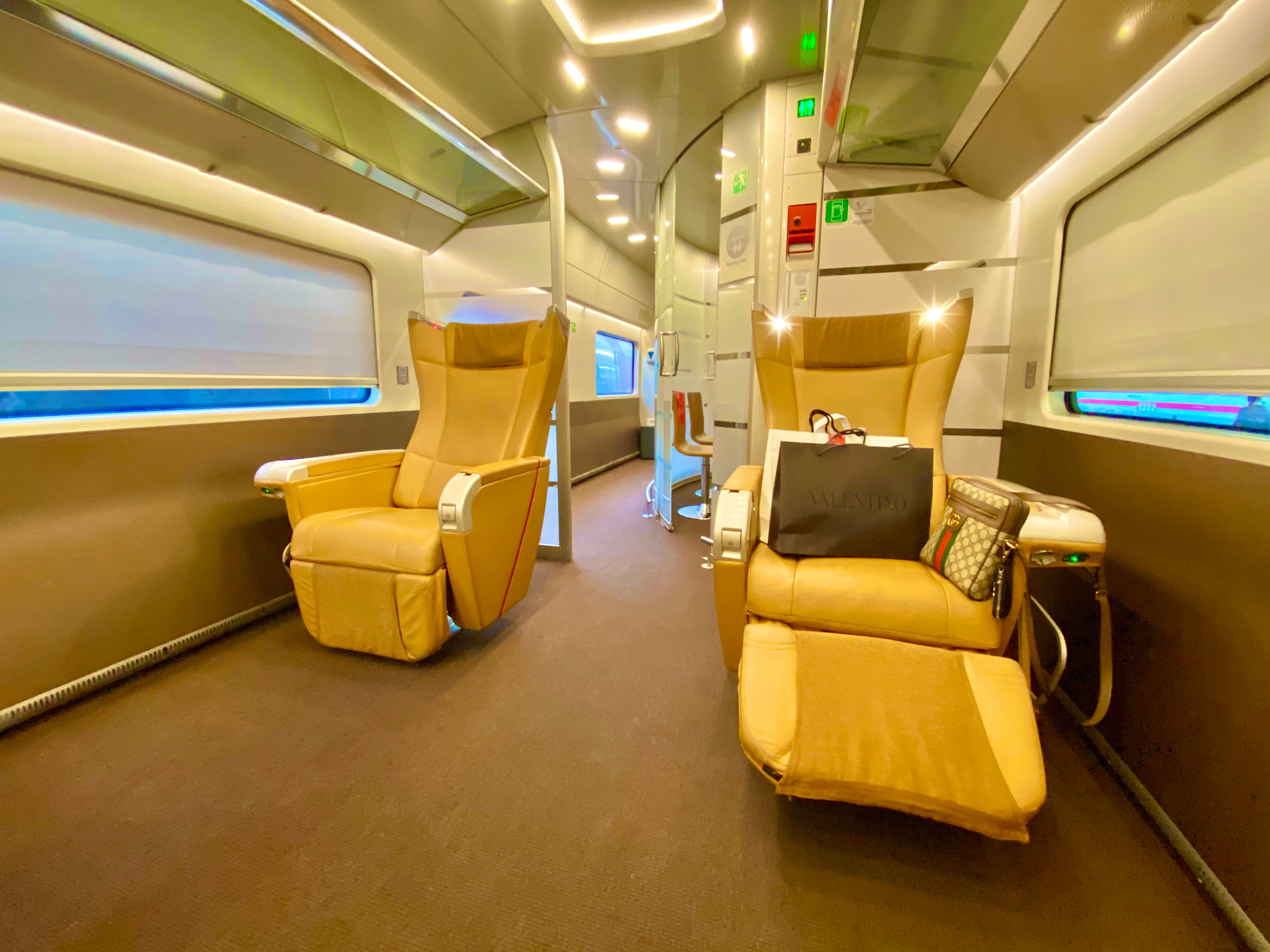
Blick in die Executive-Klasse

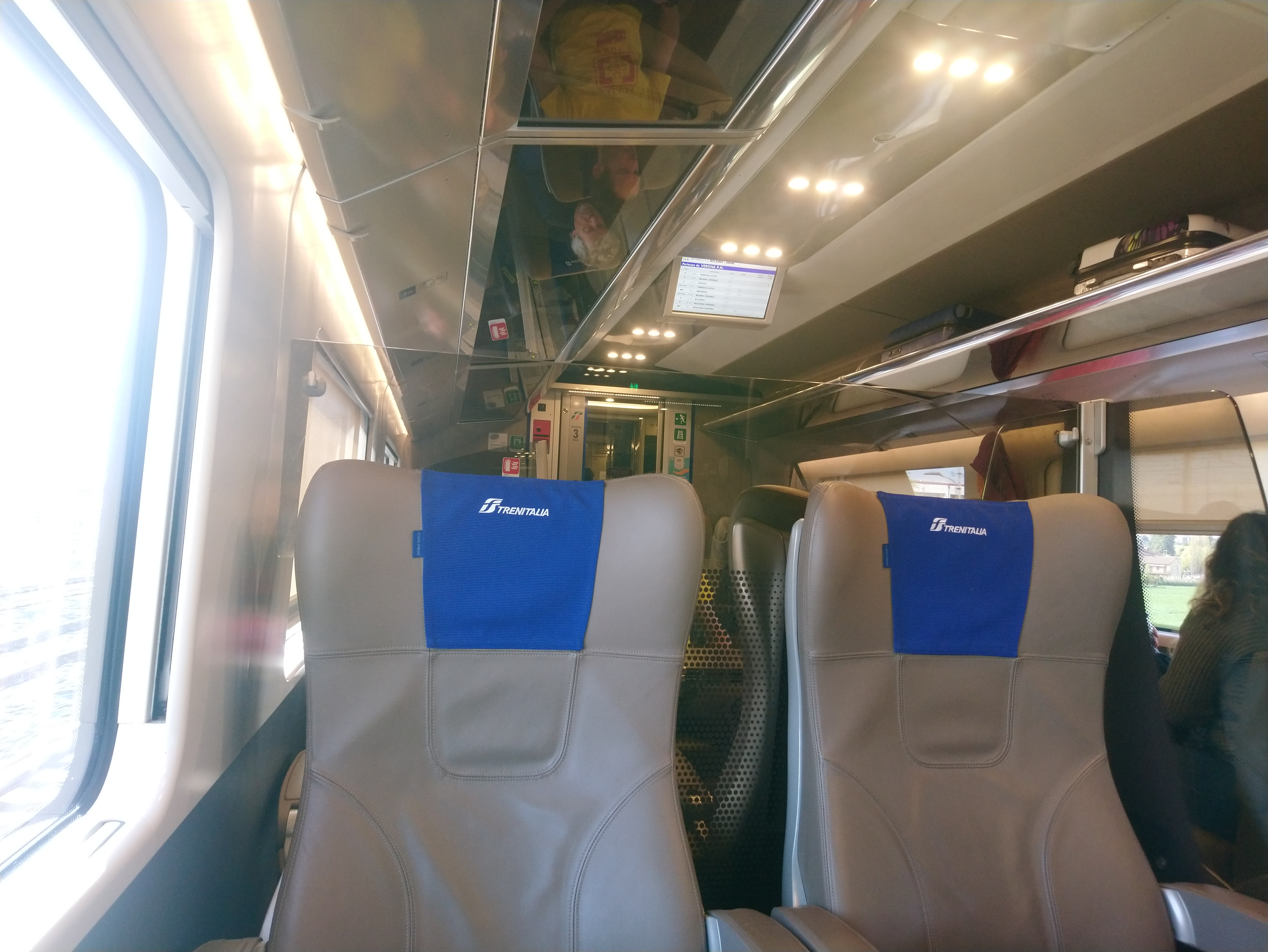
Business-Class

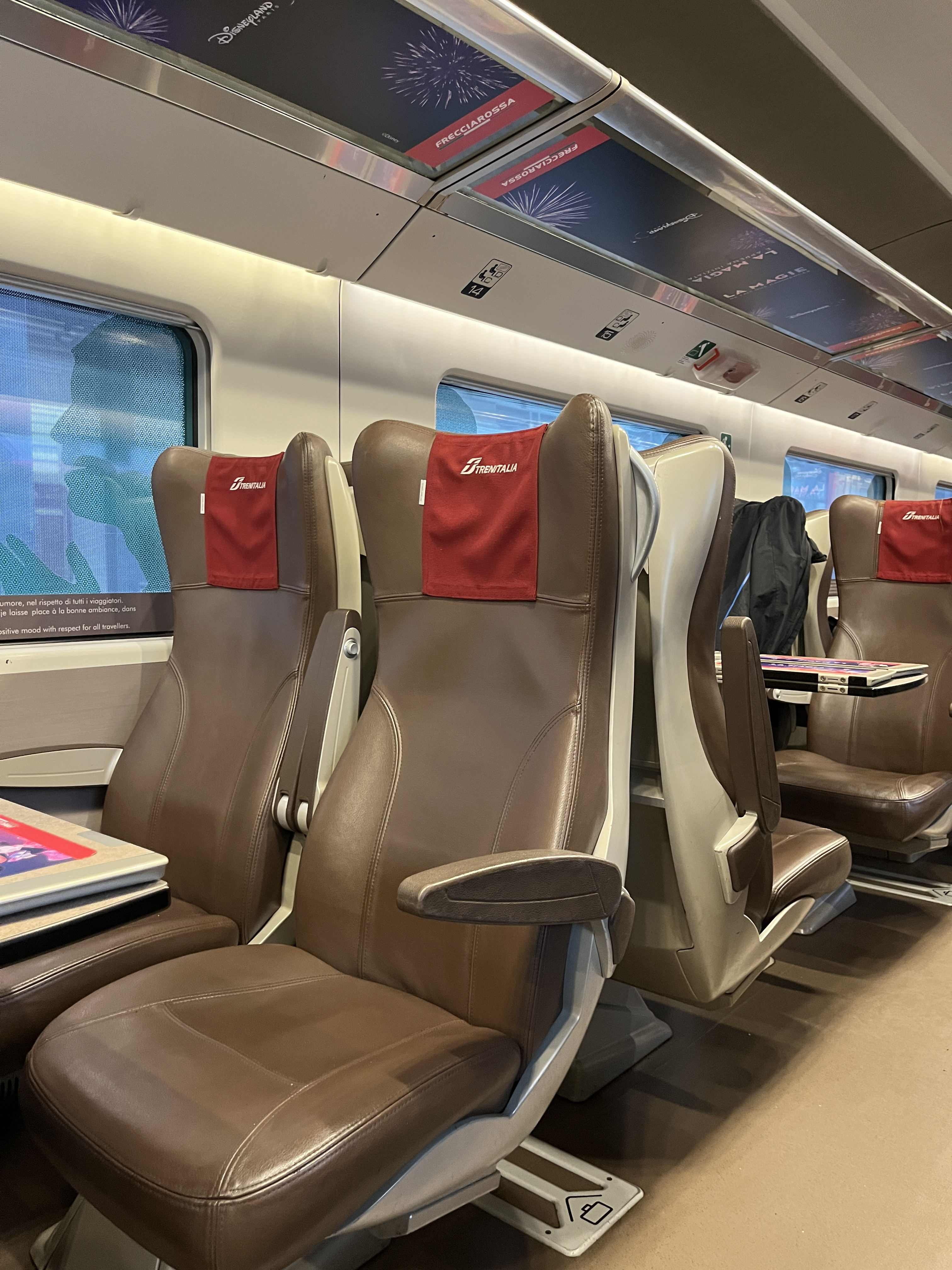
Economy-Class

Der 200 Meter lange Triebzug besteht aus acht Wagen. Im Gegensatz zum ETR 500 ist die Antriebsausrüstung nicht mehr in zwei Triebköpfen konzentriert, sondern über die ganze Länge des Zuges verteilt. Die Verteilung der Antriebsausrüstung ist gleich dem Bombardier Zefiro für China, der Zug erhielt aber eine neue mechanische Struktur für den Verkehr auf dem europäischen Schienennetz. Die Antriebstechnik für die Triebzüge wird im ehemaligen Bombardier-Werk im baskischen Trápaga hergestellt, das Teil der Übernahme durch Alstom war.
Der Frecciarossa 1000 ist ausgelegt für einen Betrieb mit 360 km/h und erreichte während Testfahrten 393,8 km/h.
Um ihn aerodynamisch zu optimieren und im Inneren eine gute Schalldämmung zu erreichen, wurden zwischen den Wagen kastenkonturbündige Wellenbälge mit formvulkanisierten Wellen verbaut. Ein innerer Wellenbalg umfasst den ohne Türen ausgeführten Personenübergang, ein äußerer die Kupplungen und Kabel zwischen den Wagenkasten, sodass die Kontur der Wagenkästen über die ganze Länge des Zuges ohne Unterbrechung fortgeführt wird.
Der Zug verfügt über eine aktive Querfederung, die der Steigerung des Fahrkomforts bei der Einfahrt in Bögen dient, es wurde aber kein Neigesystem verbaut.
Von den ursprünglich 50 Zügen waren alle mit ETCS Level 2 von AnsaldoBreda ausgerüstet, zwölf davon mit der Systemdefinition SRS 2.3.0d.
| Wagen | Technik                                                            | Wagenklasse      | dominante Farbe im Innenraum |
| ----- | ------------------------------------------------------------------ | ---------------- | ---------------------------- |
| DM1   | Führerstand, Traktionsstromrichter, Bremswiderstand, 4 Fahrmotoren | Executive        | braun                        |
| TT2   | Transformator, Stromabnehmer 3 kV                                  | Business         | grau                         |
| M3    | Traktionsstromrichter, Bremswiderstand, 4 Fahrmotoren              | Business, Bistro | grau                         |
| T4    | Stromabnehmer 25 kV, Batterien, Batterieladegeräte                 | Premium          | rot                          |
| T5    | Stromabnehmer 25 kV, Batterien, Batterieladegeräte                 | Standard         | orange                       |
| M6    | Traktionsstromrichter, Bremswiderstand, 4 Fahrmotoren              | Standard         | orange                       |
| TT7   | Transformator, Stromabnehmer 3 kV                                  | Standard         | orange                       |
| DM8   | Führerstand, Traktionsstromrichter, Bremswiderstand, 4 Fahrmotoren | Standard         | orange                       |

Die Bezeichnungen der Wagen leiten sich aus dem Englischen ab:
- DM steht für Drivingcabine and Motors
- TT steht für Transformator Trailer
- M steht für Motor
- T steht für Trailer

### Modifizierte Variante
Hitachi entwickelte den Frecciarossa 1000 weiter, um nicht mehr von Alstom als Zulieferer abhängig zu sein. Die Antriebstechnik stammt nun von Hitachi selbst und auch die LED-Beleuchtung und Klimatisierung sind Neuentwicklungen. Die Innenräume sind neu gestaltet. In der Executive-Klasse wurden vier weitere Sitze eingebaut und in der Standard-Klasse mehr Gepäckfächer geschaffen.
Als erster Zug dieses Typs wurde der ETR 400 059 ausgeliefert. Die vorherigen Fahrzeuge von Trenitalia und ILSA entsprechen dem ursprünglichen Entwurf.

## Unfälle
Am 6. Februar 2020 entgleiste die mit etwa 290 km/h fahrende ETR-1000-Garnitur Nr. 21 beim Bahnhof von Livraga (Lodi) südöstlich von Mailand (siehe Eisenbahnunfall bei Livraga). Bei dem Unfall auf der Schnellfahrstrecke Mailand – Bologna starben die beiden Triebfahrzeugführer, 31 Personen wurden verletzt.